# Haus Wassermann

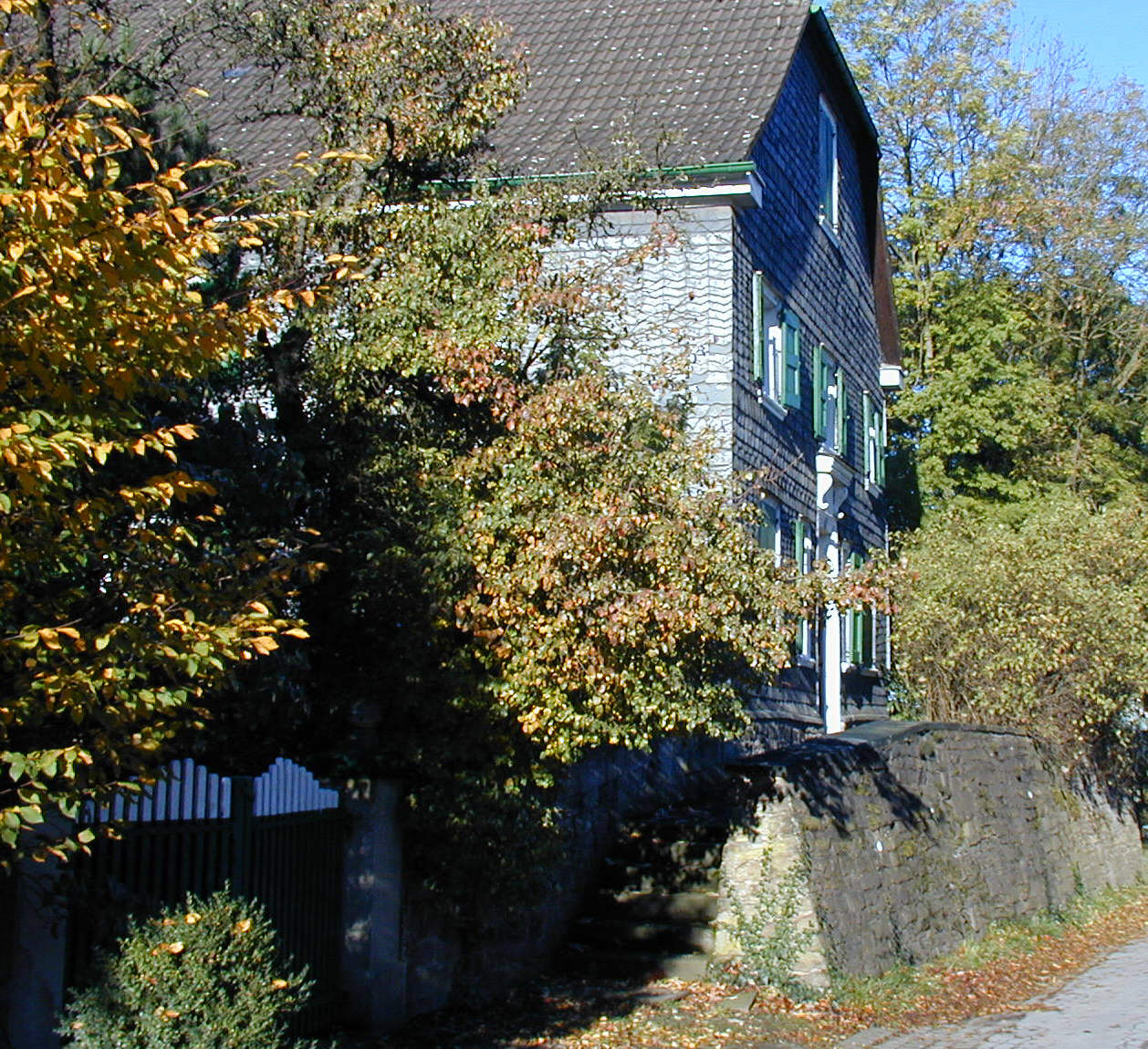
Haus Wassermann, 2006

Das Haus Wassermann, auch Gut Oberleveringhausen genannt, ist ein Wohnhaus an der Wittener Straße 131 in Hiddinghausen, Ennepe-Ruhr-Kreis. Es ist verschiefert im Bergischen Stil. 
Das Anwesen ist ein Abspliss des nordöstlich gelegenen ehemaligen Hiddinghauser Schultenhofs Leveringhausen. Es wurde um 1790 von Franz Giesler erbaut, Rentmeister und während der napoleonischen Besetzung Verwaltungsmann der Mairie Haßlinghausen. Er beherbergte die Schwelmer Freimaurerloge Zum goldenen Löwen in seinem Haus. Im Haus wurde 1817 die spätere Freiheitskämpferin und Frauenrechtlerin Mathilde Franziska Anneke als älteste von insgesamt 12 Kindern von Karl und Elisabeth Giesler geboren. Um 1820 verließ die Familie Giesler das Haus wegen finanzieller Probleme.
Das Haus wurde am 24. Oktober 1986 unter Denkmalschutz gestellt. 